# Farula praelonga
Farula praelonga är en nattsländeart som beskrevs av Wiggins och Erman 1987. Farula praelonga ingår i släktet Farula och familjen Uenoidae. Inga underarter finns listade i Catalogue of Life.